# Окарис, Карлос
Карлос Эдуардо де Хесус Окарис Герра (исп. Carlos Eduardo de Jesús Ocariz Guerra; род. 1 мая 1971, Каракас) — венесуэльский государственный и политический деятель, оппозиционный активист, член партии «За справедливость» (PJ). В настоящее время занимает должность префекта Восточного округа Каракаса (муниципалитет Сукре). В 1990-е гг. — директор по вопросам социального развития губернатора штата Миранда. В 2012 и 2017 годах — кандидат на пост губернатора штата Миранда; не признал поражение на выборах 2017 года, объявив о многочисленных нарушениях.